# Taugon
Taugon é uma comuna francesa na região administrativa da Nova Aquitânia, no departamento de Charente-Maritime. Estende-se por uma área de 15,7 km². Em 2010 a comuna tinha 802 habitantes (densidade: 51,1 hab./km²).